# Гранлунд, Альбин
Альбин Гранлунд (фин. Albin Granlund; родился 1 сентября 1989 года, Паргас, Финляндия) — финский футболист, защитник клуба «Сталь Мелец» и сборной Финляндии.

## Клубная карьера
Гранлунд — воспитанник клуба «ПИФ» из своего родного города. В 2006 году он дебютировал за основной состав. В 2008 году Альбин перешёл в АИФК, где провёл два сезона. В 2010 году Гранлунд присоединился к клубу РоПС. 24 апреля в матче против МП он дебютировал за новую команду. По итогам сезона Гранлунд помог команде выйти в элиту. 6 мая 2011 года в матче против «Яро» он дебютировал в Вейккауслиге. 29 октября в поединке против ВПС Альбин забил свой первый гол за РоПС. В 2013 году он помог клубу выиграть Кубок Финляндии.
В начале 2014 года Гранлунд перешёл в «Мариехамн». 13 апреля в матче против ВПС он дебютировал за новую команду. В 2015 году Альбин помог клубу завоевать национальный кубок, а через год стал чемпионом страны.
В начале 2018 года Гранлунд перешёл в шведский «Эребру».

## Международная карьера
9 января 2017 года в товарищеском матче против сборной Марокко Гранлунд дебютировал за сборную Финляндии.

## Достижения
Командные
 РоПС
- Обладатель Кубка Финляндии — 2013

 «Мариенхамн»
- Чемпионат Финляндии по футболу — 2016
- Обладатель Кубка Финляндии — 2015